# Scopulariopsis acremonium
Scopulariopsis acremonium är en svampart som först beskrevs av Delacr., och fick sitt nu gällande namn av Paul Vuillemin 1911. Scopulariopsis acremonium ingår i släktet Scopulariopsis och familjen Microascaceae.   Inga underarter finns listade i Catalogue of Life.